# أركوناتي
أركوناتيهي بلدة تقع في مدينة لومبارديا في مقاطعة ميلانو في إيطاليا وتبعد 25 كم عن ميلانو .